# مونت (اسطوره)
مونت در دوران مصر باستان، به عنوان شاهین جنگ شناخته می شده‌است. 
این خدا به عنوان نگهبان فرعون در جنگ‌ها شرکت می‌کرده‌است. مونت را در جلوه‌های رع به عنوان روح زندهٔ رع نام گذاشته بودند
| m · n · T | w |

| m · n · T | w |

## نمادشناسی
او به شکل یک گاو نیز به تصویر کشیده می شده‌است.مونت در شکل گاو با در دست داشتن یک تیروکمان،چاقو و کادر به تجسم گاو نر بوخیس بود.

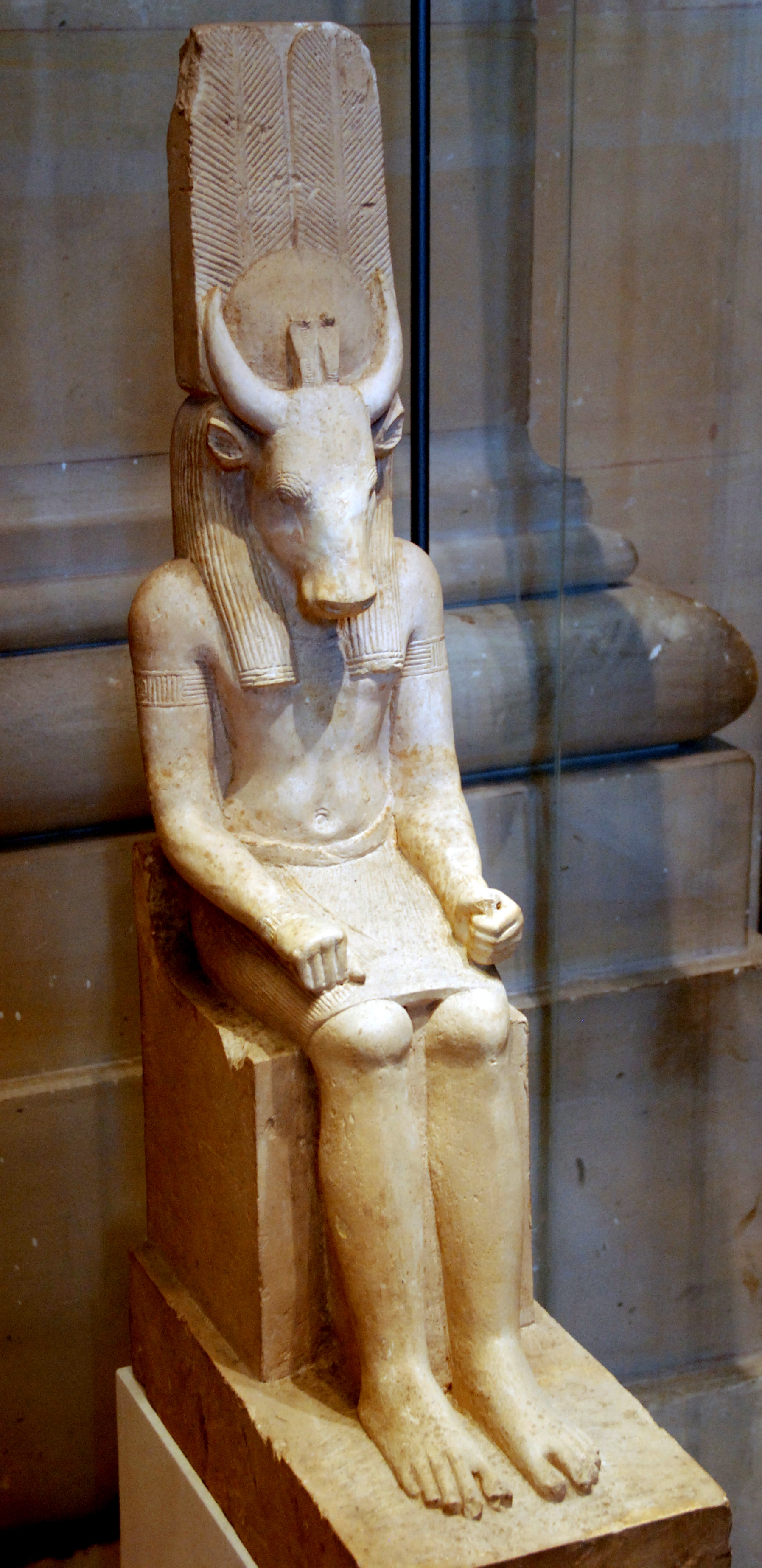
مونت به شکل یک گاو

در مجسمه‌ای رامسس دوم با دست داشن زره و نیزه و تاج مونت مقایسه شده‌است.